# Sheffield Island
Sheffield Island – niezamieszkana wyspa na jeziorze Jackson Lake w stanie Wyoming.

## Geografia
Sheffield Island położona jest w środkowo-wschodniej części jeziora Jackson Lake. W pobliżu znajdują się wyspy Badger Island oraz Dollar Island.